# Prémio João Cordeiro
O Prémio João Cordeiro - Inovação em Farmácia é um prémio anual criado pela Associação Nacional das Farmácias com o objetivo de apoiar a concretização de projetos, no âmbito da intervenção e do conhecimento em Saúde, que promovam a inovação e o desenvolvimento das farmácias portuguesas.

## Características do Prémio
Criado em 2014 pela Associação Nacional das Farmácias, o Prémio João Cordeiro - Inovação em Farmácia tem como objetivo apoiar e premiar projetos originais, no âmbito da intervenção e do conhecimento em Saúde, que promovam o espírito de inovação e desenvolvimento nas farmácias portuguesas. O nome do prémio representa uma homenagem da associação ao seu fundador, João Cordeiro, que liderou a instituição entre 1981 e 2013.
De caráter anual, o prémio é aberto a qualquer entidade, individual ou coletiva, pública ou privada, de qualquer setor profissional, que tenha uma ideia original para o setor. Os premiados têm direito a um valor monetário e apoio da Associação Nacional das Farmácias para implementação e desenvolvimento dos seus projetos.

## Prémios Adicionais
Para além do prémio principal - Inovação em Farmácia, são atribuídos prémios temáticos adicionais, que podem variar de edição para edição.
Na primeira edição, em 2014, a organização lançou o concurso para as categorias: Instrumentos de Gestão, que pretendia reconhecer projetos que contribuíssem para uma gestão mais eficaz das farmácias; e Desenvolvimento Profissional, que pretendia reconhecer projetos que valorizassem a intervenção profissional.
Na edição de 2015, foram designadas duas categorias: Responsabilidade Social, que visa reconhecer projetos ou iniciativas de intervenção social nas Farmácias; e Comunicação Social, para distinguir trabalhos desenvolvidos pelos meios de comunicação que tenham como tema o papel das farmácias e o que delas espera a sociedade portuguesa.

## Edições Anteriores
A primeira edição do Prémio João Cordeiro recebeu 22 candidaturas, nacionais e internacionais.
O prémio foi atribuído ao projeto DigitalPharma, uma solução móvel criada por professores das Faculdades de Ciências e de Medicina da Universidade do Porto, que permite ao utente interagir com a farmácia, facilitando o acesso ao medicamento, a adesão à terapêutica e a farmacovigilância.
O prémio temático na categoria de Instrumentos de Gestão foi entregue ao projeto Evolufarma, desenvolvido por quatro jovens empreendedores espanhóis, uma solução que possibilita manter a comunidade a par de novos programas de saúde pública, bem-estar e promocionais criados pela sua farmácia.
Na edição de 2015 estiveram a concurso 29 projetos. A realização de dermatoscopias nas farmácias foi o projecto vencedor, pela forma como tenta conciliar a acessibilidade das farmácias com a inacessibilidade dos utentes a uma consulta de Dermatologia. No campo da Responsabilidade Social venceu o projeto de voluntariado farmacêutico Cura+, que pretende minimizar as dificuldades económicas no acesso a medicamentos sujeitos a receita médica, e na categoria de Comunicação Social venceu a reportagem “Até Voares”, da autoria da jornalista Ana Leal e emitida no dia 22 de junho na TVI.